# Pseudophilanthus tsavoensis
Pseudophilanthus tsavoensis är en biart som först beskrevs av Embrik Strand 1920.  Pseudophilanthus tsavoensis ingår i släktet Pseudophilanthus och familjen sommarbin. Inga underarter finns listade i Catalogue of Life.